# Zigeunerlager Magdeburg Holzweg
Das Zigeunerlager Magdeburg Holzweg wurde im Mai 1935 durch die Stadt Magdeburg eingerichtet und bekam im Laufe der Zeit des Nationalsozialismus zunehmenden Zwangscharakter. Das Lager wurde am 1. März 1943 durch Deportation der Bewohner in das „Zigeunerlager Auschwitz“ aufgrund des Auschwitz-Erlasses aufgelöst.

## Aufbau und Betrieb des Lagers
Das Zigeunerlager Magdeburg Holzweg wurde im Mai 1935 durch die Stadt Magdeburg geschaffen, indem ein bestehender Rastplatz verlegt wurde. Nahezu zeitgleich entstanden ähnliche Lager in anderen Städten, etwa das Zigeunerlager Köln-Bickendorf oder in Düsseldorf, Frankfurt/M, Hamburg und Essen. Das Lager an dem Flüsschen Sülze zwischen dem Holzweg und der Ebendorfer Chaussee war ca. 3000 m² groß. Die hygienischen Verhältnisse blieben auf dem unbefestigten Platz miserabel.
Der Grund für die Anlage war die bessere Kontrolle der „Zigeuner“ und ihre Trennung von der Mehrheitsbevölkerung. Die Polizei intensivierte ihre Überwachung etwa durch systematische Aufnahme von Lichtbildern und Fingerabdrücken, wozu die Bewohner ins Polizeipräsidium vorgeladen wurden. Kriminalobersekretär Paul Becherer war bei der Magdeburger Polizei der „Sachbearbeiter für Zigeunerangelegenheiten“. Becherer war auch für die Kontrolle der zur Arbeit verpflichteten Bewohner zuständig.
Eingewiesen wurden sowohl reisende Personen, denen nach der Einweisung die Pferde, also die Möglichkeit zur Weiterreise, genommen wurden, als auch Personen, die zuvor in Magdeburger Mietwohnungen lebten. Für die Kontrolle des Lagers war zunächst die Feldpolizei zuständig.
Nach dem Festsetzungserlass vom 17. Oktober 1939 verschärfte sich die Situation weiter. Mit Kriegsbeginn 1939 wandelte sich das Lager in ein Sonderlager der SS. Mit dem Festschreibungserlass vom Oktober 1939 verloren die meisten Lagerbewohner ihr regelmäßiges Einkommen. Ende November 1939 – immerhin vier Jahre nach Eröffnung des Lagers – schlug ein Stadtverwaltungsrat vor, die Lager zu befestigen und zwei Baracken zu errichten, da die Zustände dort „zum Teil menschenunwürdig“ seien. Auf Intervention des stellvertretenden Polizeipräsidenten von Magdeburg unterblieb dieser Ausbau, da in Kürze mit der Deportation ins Generalgouvernement zu rechnen sei, und Magdeburg so „zigeunerfrei“ würde. Der Festsetzungserlass hatte auch die Lösung der „Zigeunerfrage im Reichsmaßstab“ und die baldige Deportation angekündigt. Die Stadtverwaltung entschloss sich trotz der vom Polizeipräsidenten in Aussicht gestellten Deportation zu einer vorübergehenden Verbesserung der Wohnsituation der 36-40 Familien. Drei Familien und einige Frauen mit Kindern wurden in eine Baracke an der Windmühlenstraße verlegt. Die Bedrohung des Lagers am Holzweg durch Hochwasser des Flüsschens Sülze verzögerte Verbesserungen zusätzlich. Das Problem wurde mit minimalem Aufwand durch die Anhebung des Geländeniveaus und das Umsetzen einer Baracke, die entgegen der Anweisung aus Kostengründen wegen der sie auch bewohnenden Kinder nur einen Betonboden erhielt. Eine weitere Baracke wurde im September 1940 errichtet und die heruntergekommenen Wagen wurden von der Feldpolizei größtenteils verschrottet und verbrannt.
Die in ihrer Planung schon weit fortgeschrittene Vorbereitung der ersten Massendeportation unterblieb jedoch auf Intervention der Besatzungsbehörden des Generalgouvernements. Zuzug oder Entfernung aus dem Lager wurde von der Polizei kontrolliert, Zuwiderhandlungen mit KZ-Haft bedroht.
Die reichsweit für die „Begutachtung“ von „Zigeunern“ zuständige Rassenhygienische Forschungsstelle untersuchte allein vom 2. bis 4. Februar 1940 über 36 Lagerbewohner.

## Das Ende des Lagers 1943
Der Auschwitz-Erlass bzw. die ihm folgenden Ausführungsbestimmungen („Schnellbrief“) des Reichskriminalpolizeiamts (RKPA) vom 29. Januar 1943 legten fest, dass „Zigeuner in einer Aktion von wenigen Wochen in ein Konzentrationslager einzuweisen [seien]. […] Die Einweisung erfolgt ohne Rücksicht auf den Mischlingsgrad familienweise in das Konzentrationslager (Zigeunerlager) Auschwitz.“
Wenige Tage vor der Deportation, so erinnerten sich 1965 u. a. die Überlebenden Kurt Ansin und Otto Weinlich in Gesprächen mit Reimar Gilsenbach, besuchte Robert Ritter in Begleitung von Eva Justin das Lager, um die „Zigeunerakten“ zu ergänzen. Durchschläge befinden sich in den erhaltenen Zigeunerpersonalakten im Landesarchiv Magdeburg.
Die Magdeburger Polizei war seit Januar 1943 über die bevorstehende Deportation informiert, sie begann individuelle Papiere dafür auszufüllen. Am 1. März 1943 wurde das Lager von Polizei und Gestapo aufgelöst und alle Personen ins „Zigeunerlager Auschwitz“ deportiert. Augenzeugen berichten davon, dass das Lager früh morgens von Polizisten mit scharfen Hunden umstellt, die Bewohner vom Säugling bis zum Greis auf 10-15 LKW getrieben wurden. Vom Bahnhof erfolgte der Weitertransport mit der Bahn nach Auschwitz.
Als Nachzügler der Deportation im März erreichten am 22. Oktober 1943 fünf Männer, sie werden im Hauptbuch des „Zigeunerlagers Auschwitz“ unter den Nummern Z 8834-8838 verzeichnet, und zwei Frauen (Z 9529, Z 5430) aus Magdeburg Auschwitz.
Aus dem KZ Auschwitz wurden die Todesmeldungen an die Magdeburger Polizei zurückgemeldet, die Polizei schloss dann die entsprechenden Personenakten.
Familienmitglieder, die sich u. a. im KZ Buchenwald befanden, wurden wenig später ebenfalls nach Auschwitz deportiert.

## Gedenken an das Lager und seine Bewohner

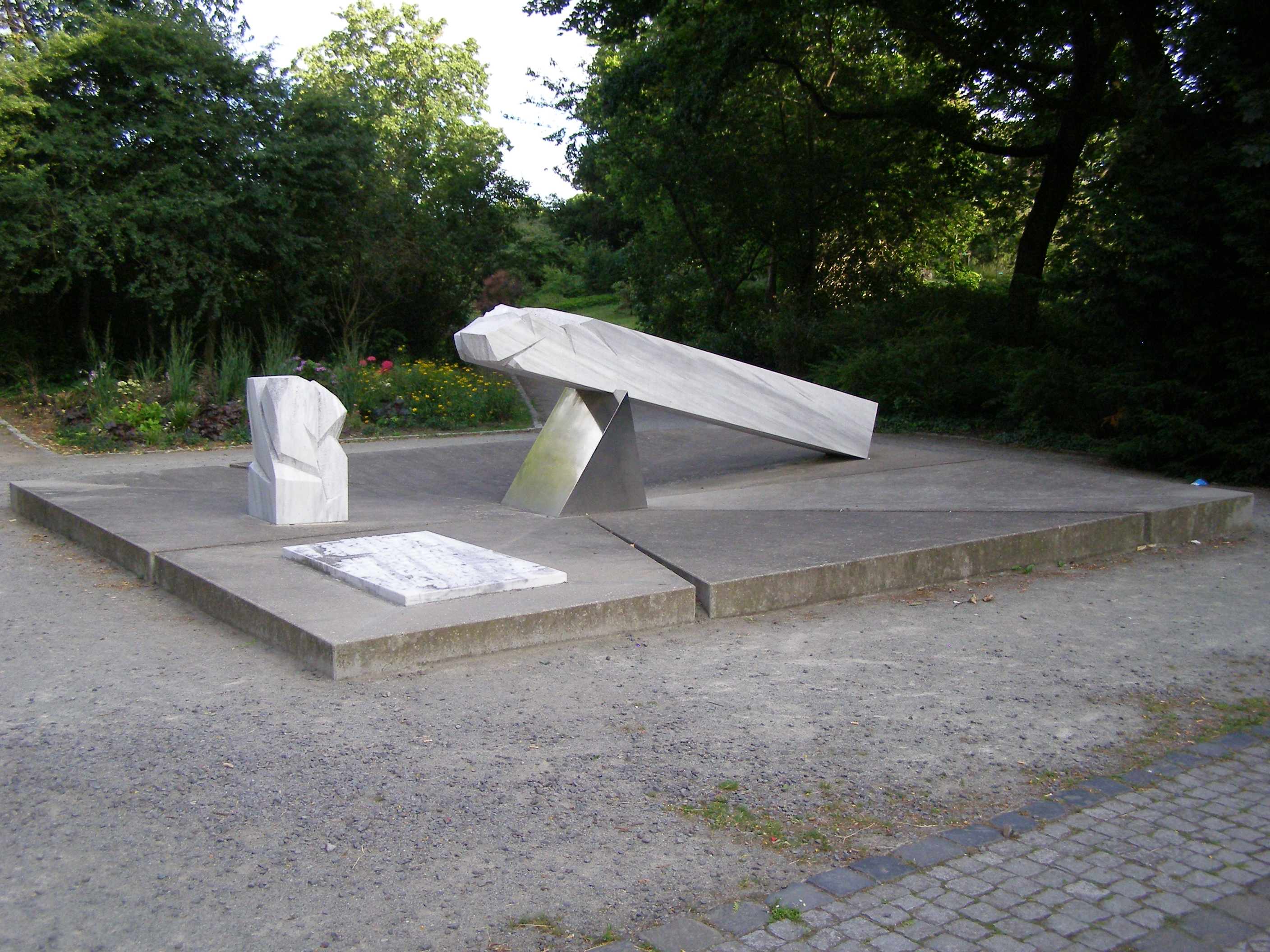
Mahnmal für Magdeburger Opfer des Porajmos (2014)

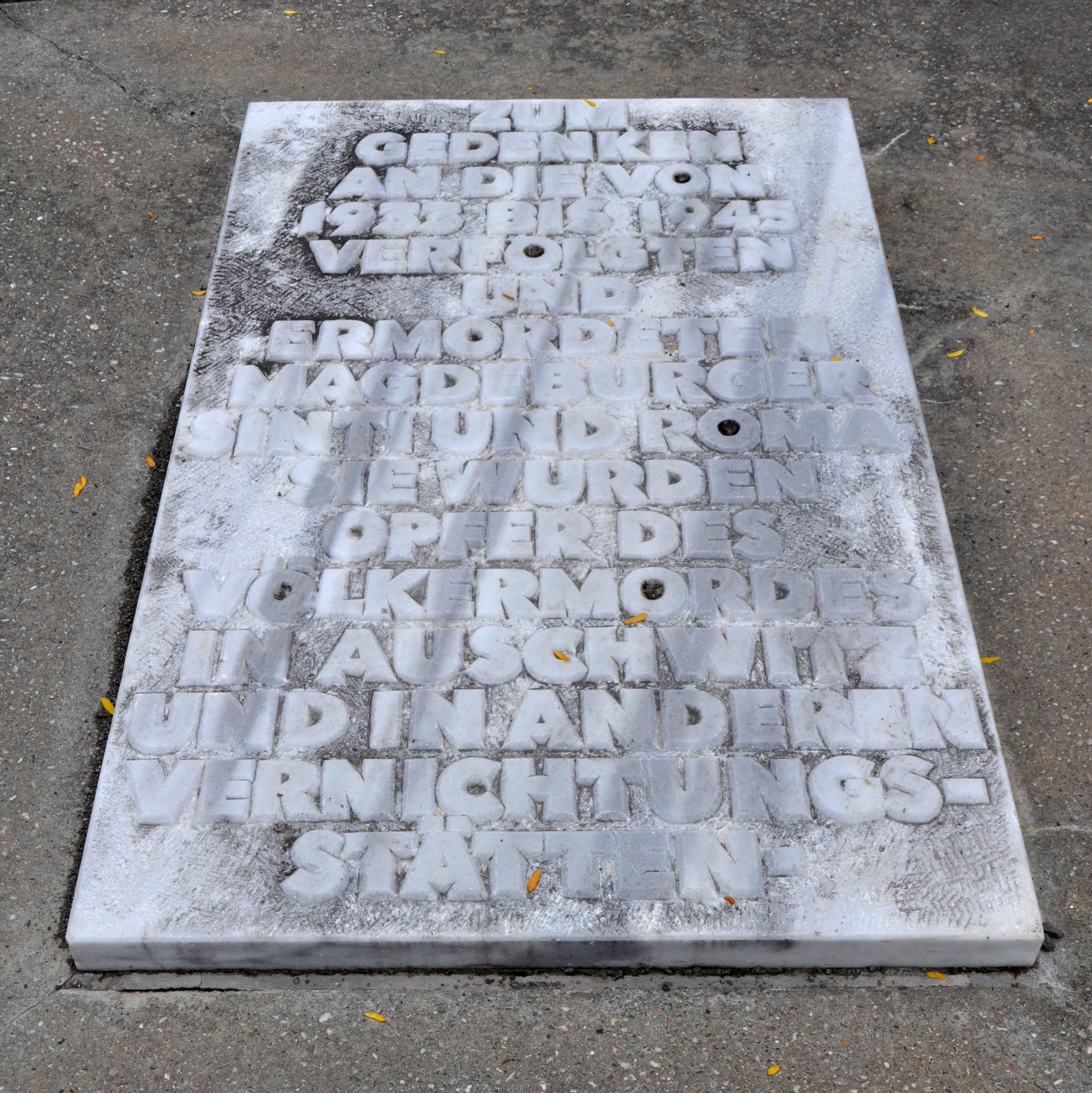
Inschrift des Mahnmals (2013)

Die bekannteste Bewohnerin des Lagers war Erna Lauenburger, die das Vorbild für Unku in dem 1931 erschienenen Kinderbuch Ede und Unku von Grete Weiskopf war. Dieses Buch wurde in der DDR zur Schullektüre, das Schicksal von Erna Lauenburger und den anderen im Buch vorkommenden Sinti, von denen nur einer überlebte, wurde ignoriert. 1981 wurde das Buch unter dem Titel Als Unku Edes Freundin war von der DEFA verfilmt, im Film werden Hakenkreuzschmierereien „Juden und Zigeuner raus“ gezeigt. Der Film behandelt, wie das Buch, nur die Berliner Zeit. 2009 hatte der Film „Was mit Unku geschah – Das kurze Leben der Erna Lauenburger“ Premiere, in ihm wird auch die Magdeburger Zeit von Erna Lauenburger thematisiert.
Im Park am Fürstenwall wurde 1998 zur Erinnerung an 470 Magdeburger Sinti und Roma, die in Konzentrationslagern ermordet wurden, ein vom Magdeburger Bildhauer Wolfgang Roßdeutscher gestaltetes Denkmal errichtet. 300 kleine Urnensteine mit Namen und Todesdaten von deportierten Magdeburgern Sinti und Roma wurden nach der Enthüllung des Denkmals auf der Grundplatte des Denkmals abgelegt. Die Urnensteine befinden sich heute im Magdeburger Dom.
Daneben existieren Gräber für:
- Wilhelm Rose, geb. 27. April 1882, ermordet am 24. Februar 1942
- Fritz Rose, geb. 30. November 1919, ermordet am 20. Juni 1942
- Emil Rose, geb. 15. April 1922, ermordet am 20. Juni 1942[35]

Die Stadt Magdeburg erinnerte mit Vorträgen an das Lager und seine Bewohner.